# Hijas de San José
Las Religiosas Hijas de San José (oficialmente en latín: Congregatio Filiarum a S. Ioseph) forman una congregación religiosa católica femenina, de derecho pontificio, fundada el 13 de febrero de 1875 por Francisco Javier Butiñá i Hospital, sacerdote jesuita, en Calella de la Costa, España. Las religiosas de esta Congregación son conocidas como josefinas o hermanas butiñanas y posponen a sus nombres las siglas F.S.J. o H.S.J.

## Historia

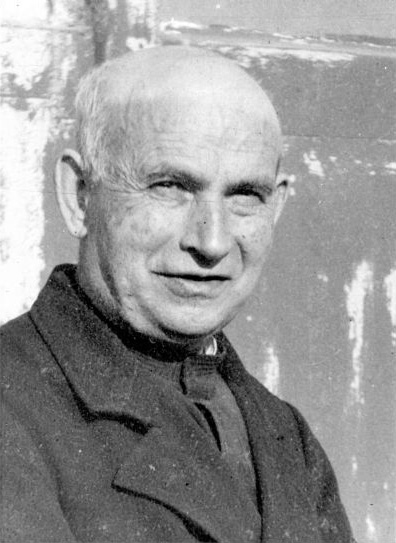
Francisco Javier Butiñá i Hospital (1834-1899), fundador de la Congregación de las Religiosas Hijas de San José

En medio del proceso de industrialización de la economía española, existía el problema del empobrecimiento al que estaban sometidas las mujeres pertenecientes a la clase más débil de la sociedad catalana. Francisco J. Butiñá i Hospital, profesor, escritor y misionero jesuita catalán, se sintió llamado al servicio de los trabajadores pobres y especialmente de las mujeres. Para ello fundó en 1874 la Congregación de Siervas de San José. El trabajo industrial y fabril tenían que ser lugares donde se pudiera armonizar la industria para ganarse el pan, con lo más genuino del cristianismo. Los jesuitas fueron expulsados de España y Butiñá se vio obligado a dejar el Instituto en manos de Bonifacia Rodríguez Castro.
Cuando Francisco Butiñá regresó a España, empezó a organizar, junto con seis mujeres deseosas de consagrar su vida a Dios y al prójimo, en Calella de la Costa una comunidad dedicada al servicio de las clases obreras. Se llamaban a sí mismas "trabajadoras cristianas" y comenzaron a vivir como religiosas, compaginando el trabajo en su nuevo taller de medias. En 1877 María Isabel Maranges, por voluntad del fundador, tomo las riendas de la nueva congregación, rama catalana de las Siervas de San José. El deseo de Butiñá era unir en un futuro las dos congregaciones en una sola. El tentativo de unir las dos ramas en 1882 no tuvo éxito, así que la rama de Calella tomó el nombre de Hijas de San José.
La Congregación de Religiosas Hijas de San José recibió el decreto de lode de parte del papa León XIII el 21 de septiembre de 1900 y la aprobación definitiva el 14 de noviembre de 1902. Las Constituciones fueron aprobadas en 21 de mayo de 1935.

## Carisma y misión
Francisco J. Butiñá sj se inspiró en una manera concreta de vivir el seguimiento de Jesús, el obrero de Nazaret, que se encarna en la historia, en un pueblo, que vive en familia y trabaja en tareas sencillas, dignificando así el trabajo humano. Por tanto, para el fundador de las josefinas, el trabajo es el medio en el que se debe forjar la santificación. Las religiosas de la Congregación se comprometen a no cejar hasta conseguir la perfección hermanando la oración con el trabajo. Las hermanas butiñanas, son religiosas obreras y son llamadas a vivir a la luz del taller (palabra que sustituye al tradicional nombre de convento) y a seguir a Jesús Obrero.

## Actividades y presencias
La Congregación de las Hijas de San José se dedican a la promoción de las obras sociales en favor de la clase obrera, con el fin de enseñarles a santificar el trabajo.
En 2021, las josefinas son unas 350 presentes en: Angola , Argentina, Brasil, Camerún, Colombia, Ecuador, España, Estados Unidos, Guatemala, México, Paraguay, Uruguay.
La actual Superiora General  es María  Zulma Carrera Méndez. 